# 胡椒餅
胡椒餅（こしょうもち、フージャオビン）は、もちもちとした食感を持つ台湾の焼き肉まんである。中国福建省の福州市発祥だが、今の中国では徐々に見られなくなり、台湾で庶民料理として広まっている。

## 概要
B級グルメの一つとして、台湾では非常にポピュラーであり、台湾中の夜市や露店で購入できる。小麦粉・もち粉・蕎麦粉と水を練った生地からなる皮に、砂糖・醤油・胡椒で下ごしらえされた肉（大抵は豚肉か牛肉）と大量なネギからなる具を包んで作られるのが一般的である。

## 起源
胡椒餅の考案者は知られていない。この料理は福州と台湾で食されているが、台湾の商店では「福州胡椒餅」と呼ばれ、福州からの移民によって持ち込まれたとされている。古くからある胡椒餅店のほとんどは、そういった福州人たちが始めたものである。

## 作り方

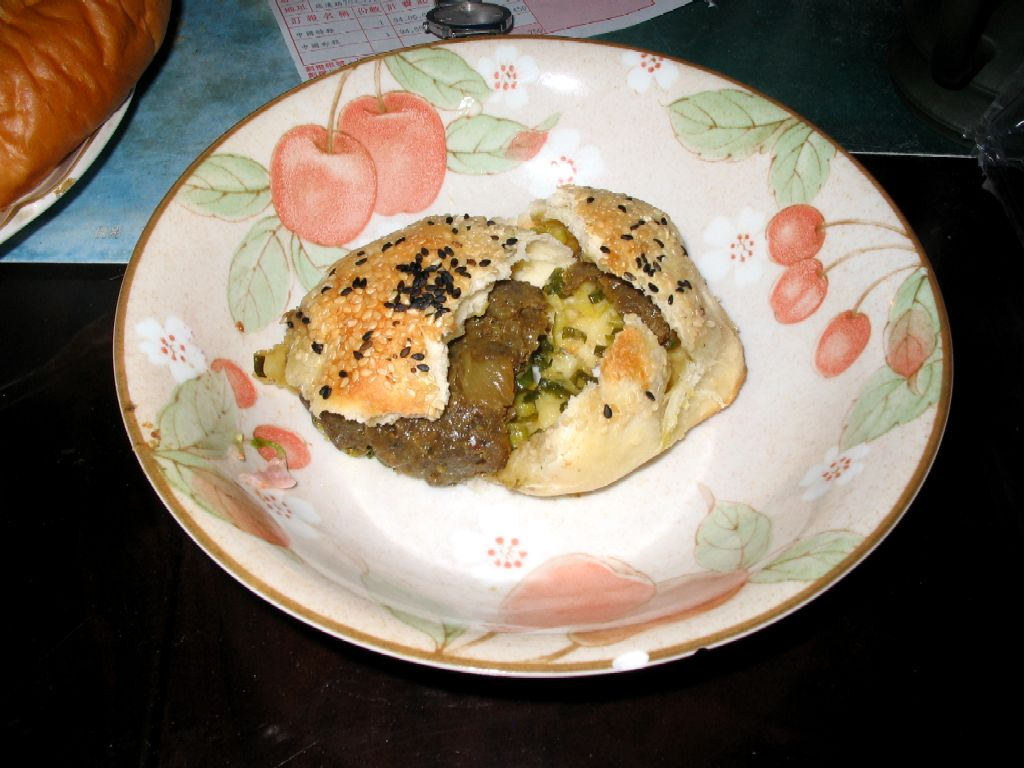
完成した胡椒餅の中身。

皮の生地は、小麦粉・もち粉・蕎麦粉と水に、イーストやベーキングパウダーのような膨張剤を加えて作る。クロワッサンのようなパリパリとした皮にするために、ラードやバターなどの油を加えることもある。生地が出来たら一個分ずつの量に分け、それぞれを餃子の皮のような薄い円形にする。
具の主な材料は挽き肉か薄切り肉で、大抵は豚肉である。食感を上げるために挽き肉と薄切り肉の両方を使う店もあるが、挽き肉の方が調理の際により多くの肉汁が出るため、一般的には挽き肉が使われる。肉には、山盛りの白胡椒または黒胡椒の粉と、醤油、砂糖、料理酒で下味を付ける。下味を付ける際に五香粉やカレー粉を加える店もある。
下味を付けた肉を皮の上に塗り広げたら、その上にみじん切りにした青ネギをひとつかみ乗せ、皮で包み込む。風味をはっきりとさせるために、ネギは肉の下ごしらえの際に混ぜ込むのではなく、必ずこの工程で加えるようにする。他の包子とは異なり、皮の結び目は底の方に作る。上側には水を噴き、白ごまを振りかける。

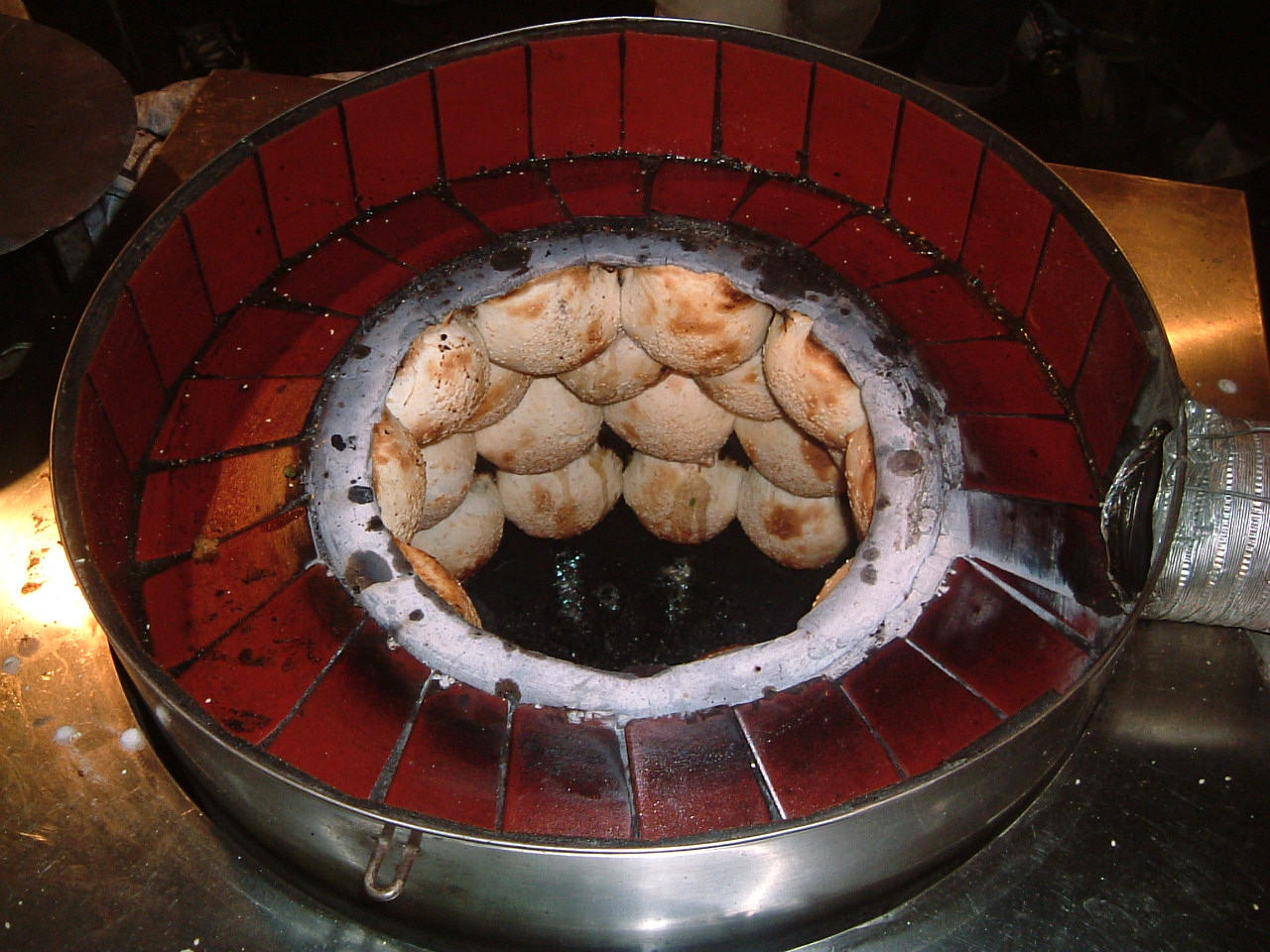
オーブンで焼かれる胡椒餅。

包み上がったら、タンドールのような、高温に熱せられた円筒形の粘土製オーブンで焼く。オーブンの下には熱源として炭火が置かれる。胡椒餅は、下から上に向けて、オーブンの壁面に沿って縦に積み上げられる。焼き上がったら、刃の鈍いナイフや箆を使って、胡椒餅をオーブンの壁面から剥がす。このとき、胡椒餅が炭火の中に落ちないように、オーブンと炭の間にザルを構えておく。
焼き上がった胡椒餅はクラッカーのようなカリカリの薄皮で包まれ、囓ると肉汁がしたたり落ちる。うまく包むことで、青ネギは全体の下側ではなく、肉に包まれた中心に来るようになっている。

## 人気
胡椒餅は、アンソニーの世界弾丸ツアーなどいくつかの旅行番組に取り上げられたことで台湾国外でも知られるようになり、その後すぐに、台湾への旅行者が必ず食べると言って良いほどの名物となった。
台湾を訪れて胡椒餅を食べた旅行者は自身の体験についてブログを書くなどしている。胡椒餅の店は食事時などピーク時の待ち時間が長いことで知られ、有名店の場合、最多30分は待たされるといわれている。あまりにも待ち時間が長いので、行列をいくつかのグループに分けて販売されるのが常である。多くの店は売り切れ次第終了となるが、材料を再補充する店はその限りではない。

## 有名店
- 天玥胡椒餅 - 花園夜市
- 古味香碳烤胡椒餅 - 台南
- 福州世祖胡椒餅 - 士林夜市
- 福州世祖胡椒餅 - 饒河街観光夜市
- 福州元祖胡椒餅 - 台北